# Jia Chong
Jia Chong (217 -282 [1]), nome de cortesia Gonglü, foi um político e general militar chinês que viveu durante o final do período dos Três Reinos e no início da Dinastia Jin da China Antiga.
Ele começou sua carreira como conselheiro político e militar de Sima Shi e Sima Zhao, os regentes do governo de Cao Wei na era dos Três Reinos.
Chong posteriormente serviu como oficial na corte do filho de Sima Zhao, chamado Sima Yan, ajudando no estabelecimento da Dinastia Jin.